# Středoevropský pohár 1930
Sezóna 1930 byla čtvrtým ročníkem Středoevropského poháru. Zúčastnily se dva nejlepší týmy z uplynulého ročníku domácí ligy z Československa, Rakouska, Maďarska a Itálie. Vítězem se stal tým SK Rapid Wien.

## Čtvrtfinále
| Domácí v 1. zápase | Celkem | Hosté v 1. zápase    | 1. zápas | 2. zápas |
| ------------------ | ------ | -------------------- | -------- | -------- |
| SK Slavia Praha    | 2 - 3  | Ferencvárosi TC      | 2 - 2    | 0 - 1    |
| AC Sparta Praha    | 5 - 3  | First Vienna FC 1894 | 2 - 1    | 3 - 2    |
| Genoa FBC 1893     | 2 - 7  | SK Rapid Wien        | 1 - 1    | 1 - 6    |
| Újpest FC          | 6 - 61 | Ambrosiana           | 2 - 4    | 4 - 2    |

1 Rozhodující zápas na neutrální půdě skončil 1:1. Opakovaný rozhodující zápas vyhrála Ambrosiana 3:5.

## Semifinále
| Domácí v 1. zápase | Celkem | Hosté v 1. zápase | 1. zápas | 2. zápas |
| ------------------ | ------ | ----------------- | -------- | -------- |
| Ambrosiana         | 3 - 8  | AC Sparta Praha   | 2 - 2    | 1 - 6    |
| SK Rapid Wien      | 5 - 2  | Ferencvárosi TC   | 5 - 1    | 0 - 1    |

## Finále
| Domácí v 1. zápase | Celkem | Hosté v 1. zápase | 1. zápas | 2. zápas |
| ------------------ | ------ | ----------------- | -------- | -------- |
| AC Sparta Praha    | 3 - 4  | SK Rapid Wien     | 0 - 2    | 3 - 2    |